# Даниловское муниципальное образование (Саратовская область)
Даниловское муниципальное образование — сельское поселение в Аткарском районе Саратовской области Российской Федерации.
Административный центр — село Даниловка.
В 2018 году в Даниловское муниципальное образование вошли Большеекатериновское и Тургеневское.
В 2019 году в Даниловское муниципальное образование из Лопуховского муниципального образования вошли железнодорожный разъезд Енгалычевский и железнодорожная станция Капеллы.

## История
Статус и границы сельского поселения установлены Законом Саратовской области от 27 декабря 2004 года № 99-ЗСО «О муниципальных образованиях, входящих в состав Аткарского муниципального района».

## Население
| 2010  | 2011  | 2012  | 2013  | 2014  | 2015  | 2016  |
| ----- | ----- | ----- | ----- | ----- | ----- | ----- |
| 1498  | ↘1494 | ↘1455 | ↗1460 | ↘1450 | ↗1464 | ↘1438 |
| 2017  | 2018  | 2019  | 2020  | 2021  |       |       |
| ↘1363 | ↘1314 | ↗3096 | ↘3040 | ↘2731 |       |       |

## Состав сельского поселения
| №  | Населённый пункт     | Тип населённого пункта          | Население |
| -- | -------------------- | ------------------------------- | --------- |
| 1  | Даниловка            | село, административный центр    | ↘910      |
| 2  | Енгалычевский        | железнодорожный разъезд         | 17        |
| 3  | Капеллы              | железнодорожная станция         | 15        |
| 4  | Лисичкино            | село                            | 99        |
| 5  | Медведевка           | деревня                         | 68        |
| 6  | Палатовка            | село                            | 23        |
| 7  | Прокудино            | село                            | ↘398      |
| 8  | Сорочья Крепость     | деревня                         | 0         |
| 9  | Большая Екатериновка | село, административный центр    | ↘519      |
| 10 | Булыгино             | деревня                         | 2         |
| 11 | Сухая Палатовка      | деревня                         | 0         |
| 12 | Умет                 | село                            | ↗415      |
| 13 | Филатовка            | деревня                         | 12        |
| 14 | Богдановка           | деревня                         | 8         |
| 15 | Киселевка            | село                            | 67        |
| 16 | Николаевка           | деревня                         | 81        |
| 17 | Тургенево            | посёлок, административный центр | ↘977      |